# Erica Terpstra
Erica Georgine Terpstra (L'Aia, 26 maggio 1943) è un'ex nuotatrice, politica e dirigente sportiva olandese.
Specializzata nello stile libero, conseguì un argento nella staffetta 4 × 100 misti (del cui record mondiale fu detentrice insieme alle compagne) e un bronzo nella 4 × 100 m stile libero alle Olimpiadi di Tokyo del 1964.
Terminata la carriera sportiva fu dirigente e presidente del comitato olimpico olandese ed entrò in parlamento nelle file del Partito Popolare per la Libertà e la Democrazia, divenendo anche sottosegretario di Stato con delega allo sport.

## Palmarès
- Olimpiadi
  - Tokyo 1964: argento nella staffetta 4x100 m misti e bronzo nella staffetta 4x100 m sl.